# Most Króla Mendoga
Most Króla Mendoga (lit. Karaliaus Mindaugo tiltas) – most na Wilii w Wilnie, na Litwie. Łączy Żyrmuny ze Starym Miastem. Most został nazwany na cześć przypuszczalnego króla Litwy Mendoga i otwarty w 2003 roku podczas obchodów 750-lecia jego koronacji. Ma 101 metrów długości i 19,7 m szerokości.